# Konkokyo
 (février 2018).
Si vous disposez d'ouvrages ou d'articles de référence ou si vous connaissez des sites web de qualité traitant du thème abordé ici, merci de compléter l'article en donnant les références utiles à sa vérifiabilité et en les liant à la section « Notes et références ».
Konkokyo (金光教) est un mouvement spirituel d'inspiration shintoïste fondé en 1859 par Bunjirō Kawate (1814-1883), une "nouvelle religion" (新宗教, Shinshūkyō) du Japon. 
Sa doctrine est hénothéiste. Le dieu qu'il vénère le plus est Tenchi Kane No Kami, le dieu doré de la Terre et du Ciel. 
Konkokyo considère que tout est lié et que l'homme doit essayer d'améliorer la vie dans le monde par des valeurs comme la gratitude, la facilité à s'excuser, l'entraide et la prière. Ainsi tout le monde peut « joindre son cœur » à Dieu et devenir Ikigami (un dieu vivant). 
Après la mort, tout revient à Dieu. 
Les esprits des défunts ne vont ni en enfer ni au paradis mais retournent à Tenchi Kane No Kami et ne font qu'un avec lui.
Il y a environ 1 700 lieux de culte Konkokyo au Japon et environ 450 000 personnes adhèrent à ce mouvement religieux. Ce mouvement n'est pas présent qu'au Japon mais aussi aux États-Unis, au Brésil, au Paraguay et en Corée du Sud.